# Сольяни, Джованни Антонио
Джованни Антонио Сольяни (итал. Giovanni Antonio Sogliani; 16 сентября 1492, Флоренция — 17 июля 1544, Флоренция) — живописец итальянского Возрождения флорентийской школы.

## Флорентийские семьи Сольяни
Чтобы идентифицировать личность Джованни Антонио Сольяни, о котором сохранилось слишком мало сведений, итальянский историк Гаэтано Миланези предложил в качестве комментария к биографии художника, сочинённой историографом Джорджо Вазари, генеалогическое древо семьи Сольяни, из которого мы узнаём, что семейная ветвь художника была связана с ветвью ювелира Паоло ди Джованни ди Андреа Сольяни (1455—1520).
Но если следы ювелира и его родственников легко проследить, так как в документах они всегда упоминаются по фамилии, то для живописца и членов его семьи это сделать затруднительно. Отец, братья и сёстры Джованни Антонио отмечены только по отчеству и отчасти перепутаны с детьми пекаря Франческо ди Паоло. Сольяни был крещён с именем Антонио и Ромоло, но после смерти брата по имени Джованни его назвали Джованни Антонио. Кроме того, упоминается живописец Бартоломео Сольяни (ок. 1559—1589), возможно, член той же семьи.

## Биография Джованни Антонио
Джованни Антонио родился в семье кожевенного мастера Франческо ди Паоло ди Таддео Сольяни (1448—1529) и его жены Маддалены (?—1534). В конце XV века семья Сольяни часто меняла место проживания и между 1486 и 1493 годами жила в городке Сан-Феличе, где родился и Лоренцо ди Креди, в мастерской которого Джованни Антонио получил первое художественное образование. Выбор мастера, безусловно, был обусловлен знакомством между семьями, и Сольяни был учеником Креди уже в 1501 году. В 1502 году он зарегистрирован среди послушников Флорентийского братства Санта-Мария-делла-Пьета. Согласно Вазари, Джованни Антонио оставался в мастерской Лоренцо ди Креди двадцать четыре года (такой срок мало вероятен) и был исполнителем завещания Лоренцо в 1531 году; однако в 1515 году Сольяни был самостоятельно зарегистрирован в гильдии врачей и аптекарей (Arte dei medici e degli speziali) и владел собственной мастерской вблизи собора Санта-Мария-дель-Фьоре.
Самые ранние работы Сольяни, такие как тондо Мадонны с Младенцем (Пинакотека Капитолина в Риме) в стилевом отношении близка к живописи Лоренцо ди Креди. Позже Сольяни вступил в своего рода партнёрство с Фра Бартоломео в монастыре Сан-Марко во Флоренции, прибавив свою монограмму в картине «Благовещение» в Санта-Мария-дельи-Инноченти к монограмме мастерской Фра Бартоломео и Альбертинелли: Оrate pro pictor («молитесь за художника»). Самостоятельно Сольяни выполнил, среди прочих работ, «Мученичество святого Акакия» (1521, ныне в базилике Сан-Лоренцо, Флоренция) и фреску «Чудесная трапеза святого Доминика» (1536) в трапезной монастыря Сан-Марко. Другие важные работы включают алтарь Святого Мартина для Орсанмикеле и запрестольный образ Святой Бригитты Шведской (1522) для монастыря Санта-Бригитта-аль-Парадизо (ныне хранится в Музее Сан-Марко).
За пределами Флоренции Сольяни написал две алтарные картины: «Тайная вечеря» (1531) и «Христос, омывающий ноги апостолам» (1531) для коллегиальной церкви в Ангиари. Позже он написал несколько алтарей для Пизанского собора, выполняя заказы, изначально данные Андреа дель Сарто и Перино дель Вага. Там же он написал «Жертвоприношение Авеля», «Жертвоприношение Каина» и «Жертвоприношение Ноя», завершённые к 15 мая 1533 года в апсиде собора.
Одна из самых известных работ Сольяни — «Аллегория Непорочного зачатия» в Галерее Академии изящных искусств во Флоренции.
«В завершение всего, — как писал Дж. Вазари, — претерпев много от каменной болезни, усталый уже и немощный Джованни Антонио отдал душу богу пятидесяти двух лет от роду. Смерть его принесла большое огорчение, так как он был человеком добрым и манера его очень нравилась, благодаря тому что он выражал благоговейность и именно так, как это нравится тем людям, которые, не прельщаясь трудностями в искусстве и всякими смелостями, любят произведения искренние, простые, нежные и изящные». Среди его учеников были Сиджизмондо Фоски и Дзаноби Поджини.

## Галерея

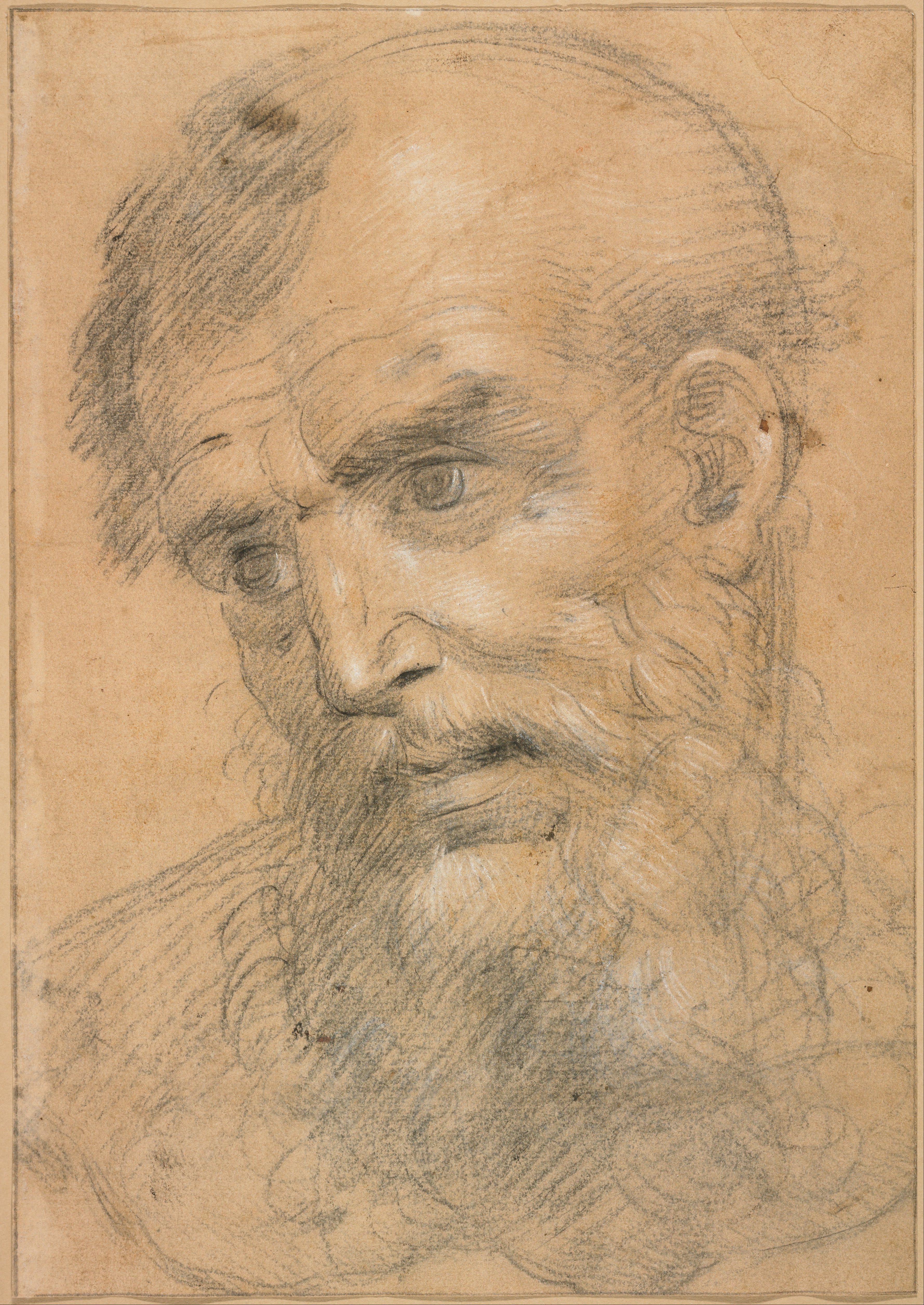
Голова бородатого человека. Бумага, итальянский карандаш, белила
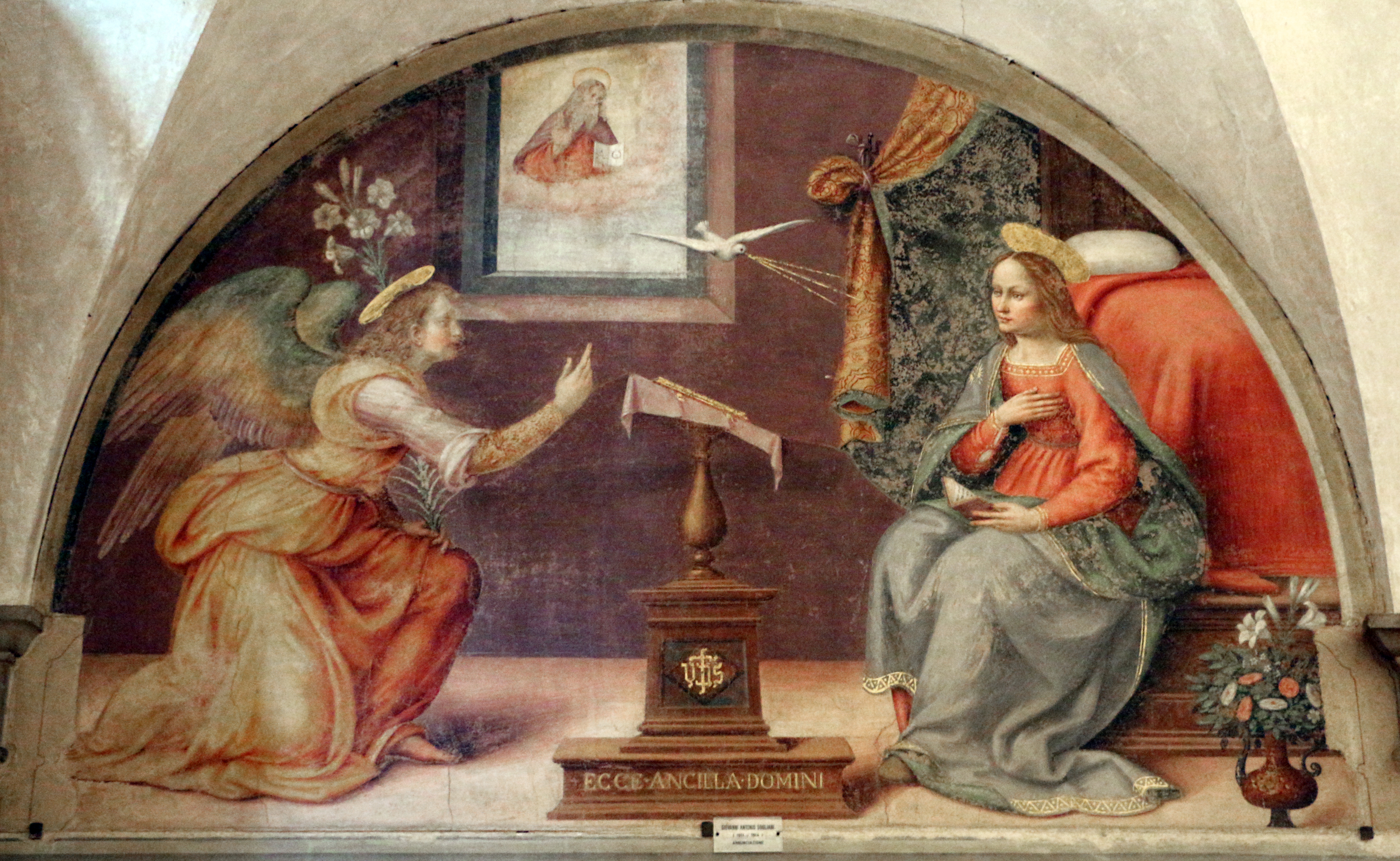
Благовещение. 1511—1514. Фреска.Трапезная монастыря Санта-Мария-а-Кандели, Флоренция
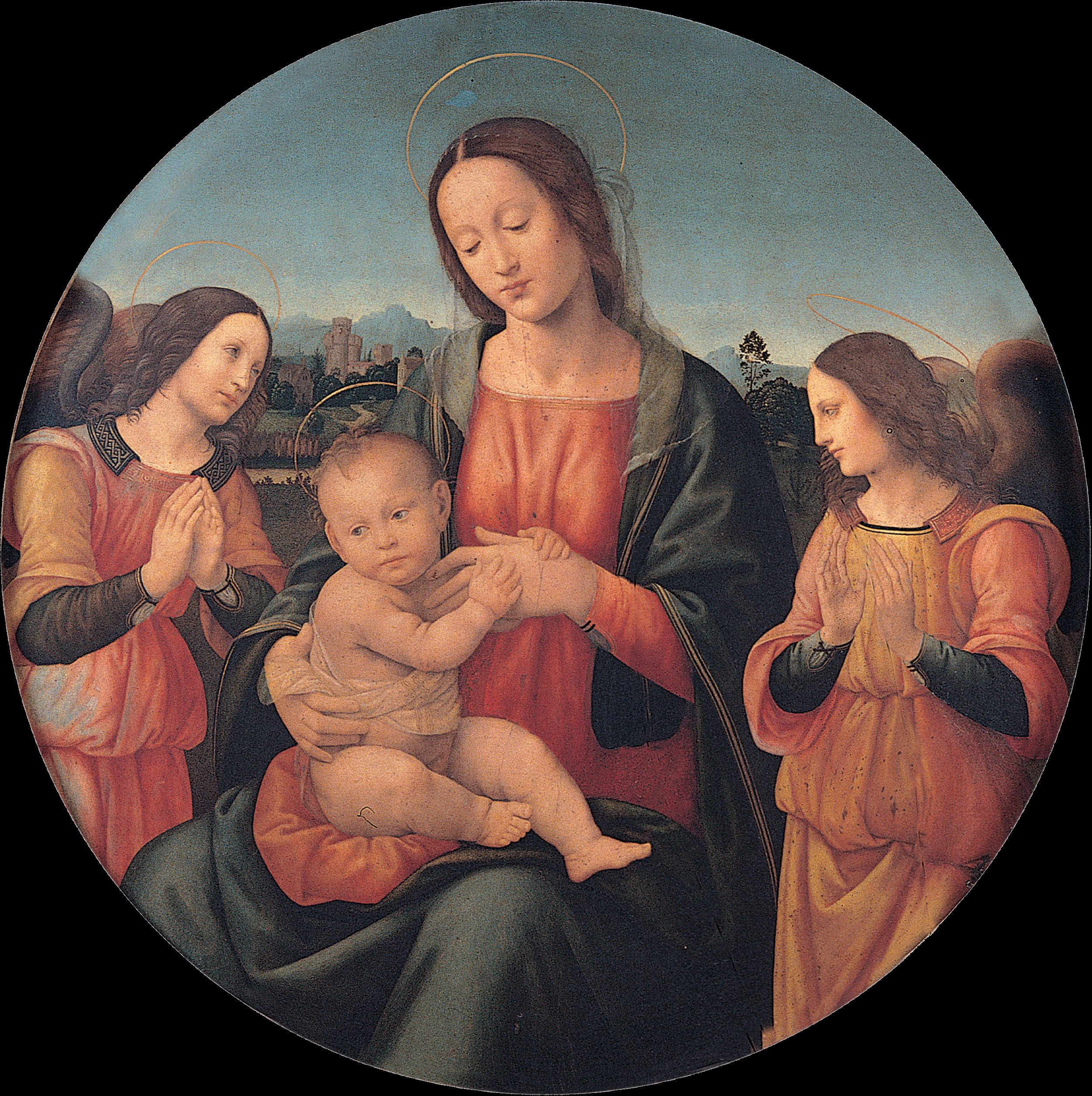
Мадонна с Младенцем и ангелами. 1510. Дерево, масло. Капитолийские музеи, Рим
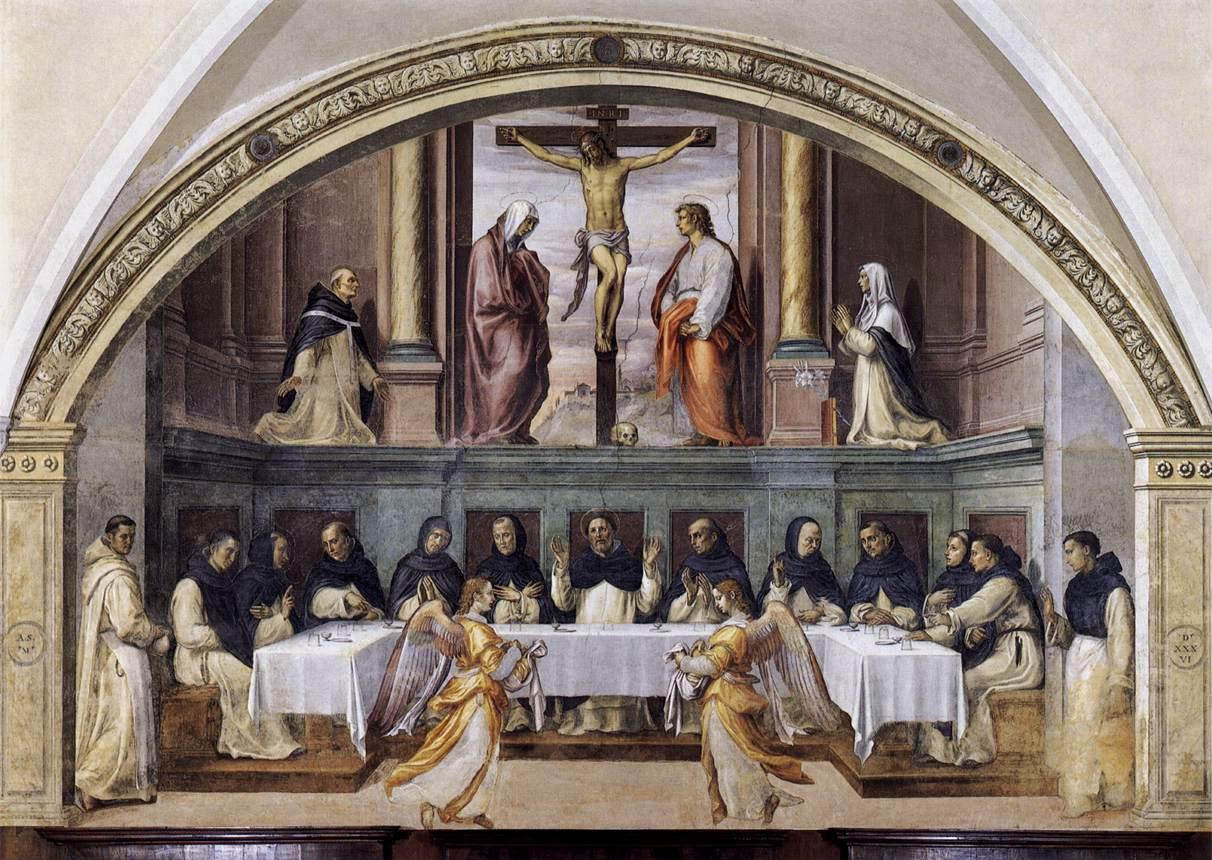
Святой Доминик и его братья, вскормленные ангелами. 1536. Фреска. Монастырь Сан-Марко, Флоренция
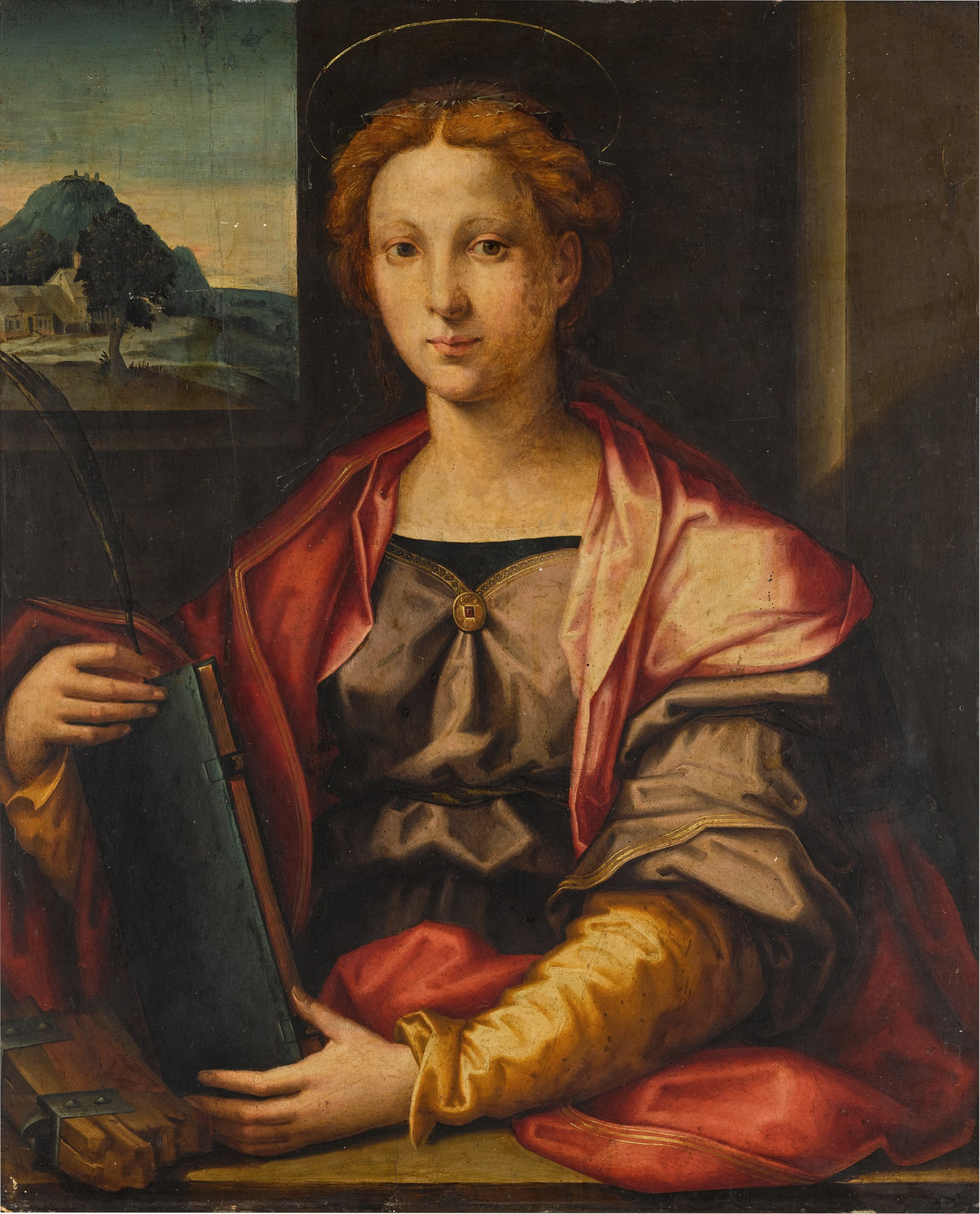
Святая Екатерина Александрийская. Ок. 1520. Дерево, масло.
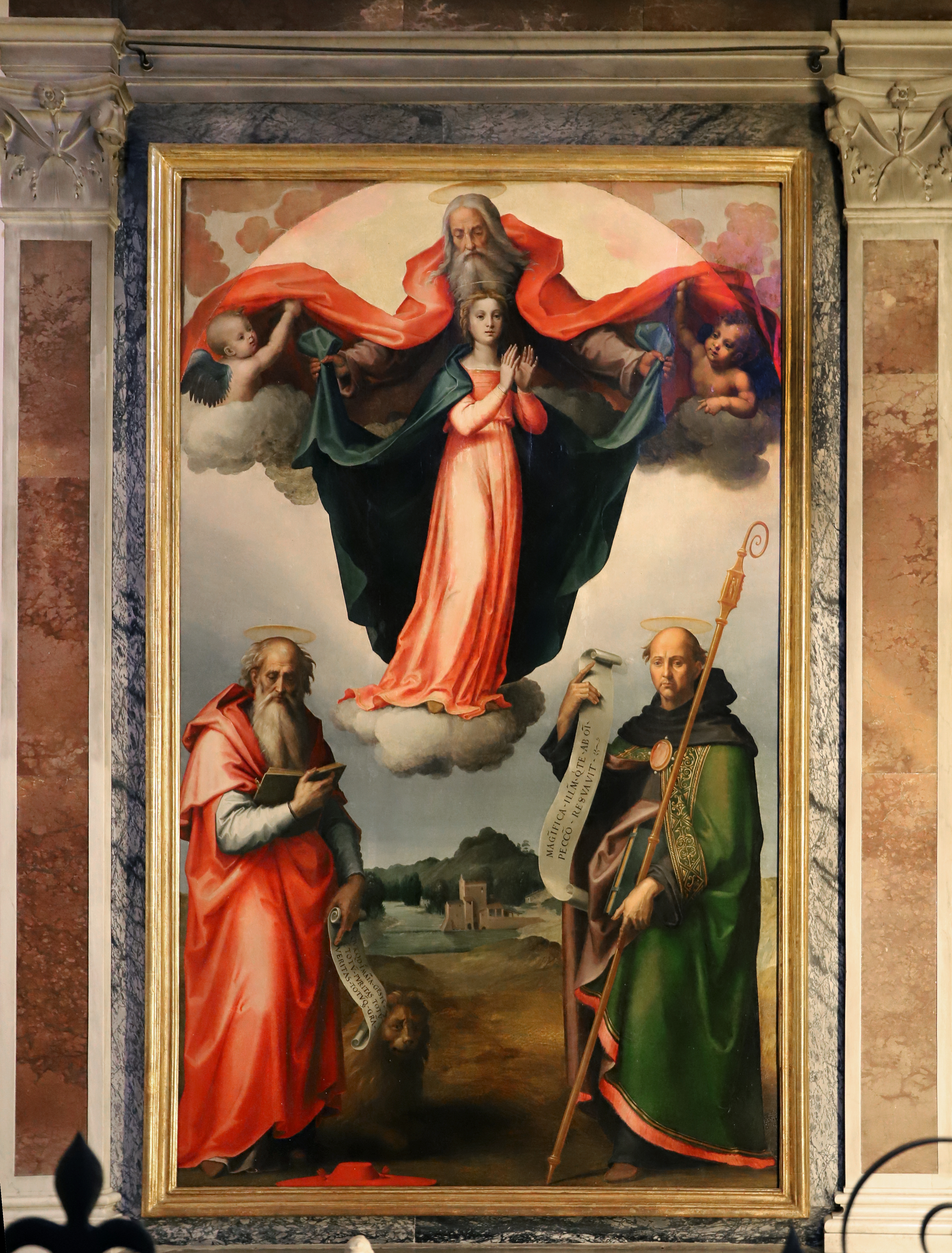
Ассунта (Вознесение Мадонны) со святыми Иеронимом и Ильдефонсо. 1521. Санта-Мария-а-Рипа, Эмполи, Тоскана